# عکاظ (روستا)
 عکاظ  (در عربی:  عَکاظ )
نام روستایی است در دهستان عَمّار از توابع استان اِب در کشور یمن در شبه جزیره عربستان.

## جمعیت
جمعیت آن (۶۰ ) نفر (۷ خانوار) می‌باشد.